# بریجپورت، شهرستان بیکر، اورگن
بریجپورت (به انگلیسی: Bridgeport) یک منطقهٔ مسکونی در ایالات متحده آمریکا است که در اورگن واقع شده‌است. بریجپورت ۱٬۰۳۲٫۹۸ متر بالاتر از سطح دریا واقع شده‌است.